# Mataparent castany
El mataparent castany (Gyroporus castaneus), també anomenat sureny castany, és una espècie de fong de l'ordre dels boletals (Boletales). Pertany al grup dels mataparents butiroides.

## Taxonomia
Va ser descrit com a Boletus castaneus per Pierre Bulliard l'any 1791. La combinació Boletus castaneus queda validada per la publicació d'Elias Fries, el 1821, al vol 1 de Systema mycologicum. Lucien Quélet transferí l'espècie al gènere Gyroporus.
El seu nom específic castaneus significa 'de color castany'.

## Il·lustracions

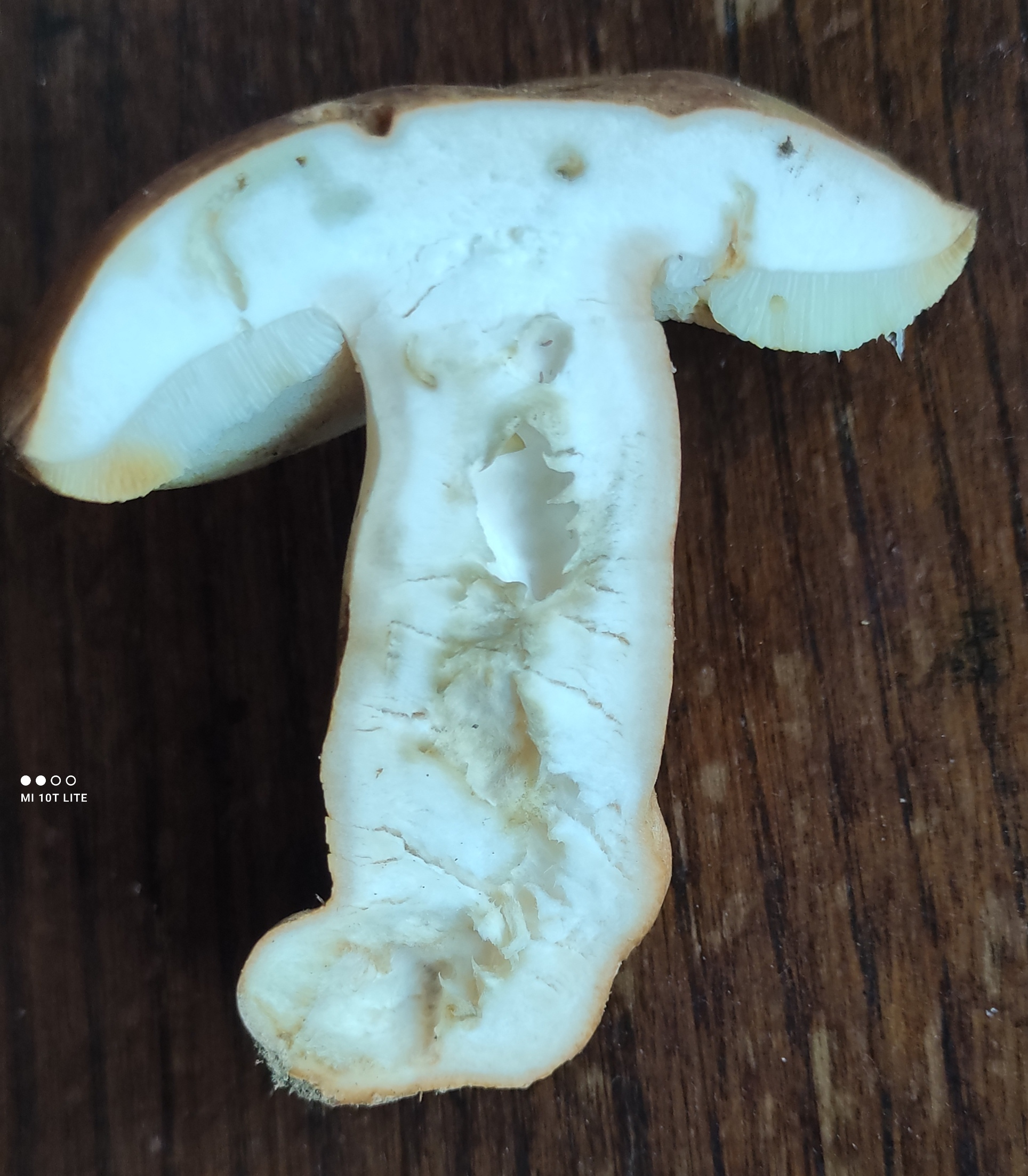
Secció longitudinal de barret i cama del mataparent castany (Gyroporus castaneus)

Marchand, A. (1973). Champignons du Nord et du Midi, 2: 168: p.145.
Breitenbach J et Kränzlin F.(1991). Champignons de Suisse 3:68.
Muñoz JA (2005). Boletus s.l.: 2b, 2c i 2d

## Descripció
Bolet de menut a mida mitjana; barret de convex a aplanat, de fins a 8 cm de diàmetre; superfície seca, mate, finament vellutada, de castany fosc a groc brunenc, de color uniforme.
Porus petits, densos, angulars, blancs, groguencs en envellir i brunencs a les ferides.
Cama separable, corticada, fràgil; crema pàl·lid a la part superior, del color del barret a la resta; mate, seca, vellutada.
Carn dura, blanca, no blaveja al tall ni al frec, immutable o, algun cop, vira lleugerament al rosa pàl·lid, formants grans cavitats a tot el llarg de la cama (cavernosa); dolça al tast, recorda les avellanes.

## Distribució i hàbitat
Solitari o en petits grups, a vegades soldats pels peus; cosmopolita; espècie micorrízica de boscos secs de planifolis (roures, castanyer, alzina, carrasca, garric, surera), més rara vora faig i bedoll i de coníferes (pins i avets) preferentment sobre substrat àcid o descarbonatat; des dels Pirineus a la plana litoral fins Alacant, Menorca i Mallorca; des de l'estiu a finals de tardor; en marges de camins, clarianes i tal·lusos.

## Espècies semblants
En pinedes litorals sorrenques es pot trobar el mataparent de dunes (Gyroporus ammophilus), molt semblant però que és una espècie tòxica. Provoca fortes gastroenteritis. Sol ser més gran, de barret fins a 15-18- (20) cm de diàmetre, de tons bru asalmonats, cama de fins a 9 cm de diàmetre i la carn, lleugerament rosada, pot blavejar al frec o al tall.
El mataparent anyil (Gyroporus cyanescens) té el barret pàl·lid, la cama buida, sovint cavitada i blaveja fortament al tall.

## Comestibilitat
Bolet comestible, només el barret.